# برلیانس اچ۲۳۰
برلیانس اچ۲۳۰ سدان و برلیانس اچ۲۲۰ هاچ‌بک، دو خودرو در کلاس کامپکت کوچک هستند که بوسیلهٔ شرکت چینی برلیانس آتو به‌عنوان یک کلاس پایین‌تر از مدل‌های سایز کامپکت برلیانس اچ۳۳۰ و برلیانس اچ۳۲۰ عرضه می‌شوند. برلیانس اچ۲۳۰ در نمایشگاه خودروی پکن سال ۲۰۱۲ معرفی و در اوت همان سال به بازار عرضه گردید. اما مدل اچ۲۲۰ در نمایشگاه خودروی شانگهای ۲۰۱۳ معرفی شد و در نیمه دوم سال ۲۰۱۳ به بازار چین عرضه گردید.

## مدل‌ها

### برلیانس اچ۲۳۰ و اچ۲۳۰ئی‌وی
برلیانس اچ۲۳۰ در اوت سال ۲۰۱۲ به بازار چین عرضه شد. بعدها مدل اچ۲۲۰ و اچ۲۳۰ئی‌وی نیز براساس همین خودرو شکل گرفتند. مدل اچ۲۳۰ئی‌وی که در واقع نسخه الکتریکی اچ۲۳۰ است که در زمان عرضه قیمتی در حدود ۱۸۰٬۰۰۰ یوآن داشت.
- برلیانس اچ۲۳۰
- برلیانس اچ۲۳۰

### برلیانس اچ۲۲۰
برلیانس اچ۲۲۰ هاچ‌بک در نوامبر ۲۰۱۳ به بازار چین عرضه گردید. این خودرو تا انتهای ستون سی بسیار شبیه به مدل اچ۲۳۰ سدان است. قیمت این خودرو در بازار چین از ۵۴٬۸۰۰ یوآن آغاز شده و گرانترین نسخه آن ۶۷٬۸۰۰ یوآن برای مشتری چینی آب می‌خورد.
- برلیانس اچ۲۲۰
- برلیانس اچ۲۲۰